# Бакель
Бакель (фр. Bakel) — город и коммуна на востоке Сенегала, на территории области Тамбакунда. Административный центр одноимённого департамента.

## Географическое положение
Город находится в северо-восточной части области, на левом берегу реки Сенегал, вблизи границы с Мавританией, на расстоянии приблизительно 515 километров к востоку от столицы страны Дакара. Между городами Бакель и Бафулабе находится водопад Гуина. Абсолютная высота — 14 метров над уровнем моря.

## Население
По данным переписи 2002 года численность населения Бакеля составляла 10 653 человек.
Динамика численности населения города по годам:
| 1976 | 1988 | 2002   | 2010   |
| ---- | ---- | ------ | ------ |
| 6569 | 7959 | 10 653 | 14 100 |

## Транспорт
В 5 км к югу от города расположен одноимённый аэропорт (IATA: BXE, ICAO: GOTB). Осуществляется паромное трансграничное сообщение с мавританским городом Гурае.

## Достопримечательности
В городе расположен форт, построенный в середине XIX века французскими колониальными властями.